# (1882) Раума
(1882) Раума (фин. Rauma) — астероид из группы главного пояса, который был открыт 18 марта 1941 года финской женщиной-астрономом Лийси Отерма в обсерватории города Турку и назван в честь города Раума, на западе Финляндии на побережье Ботнического залива.

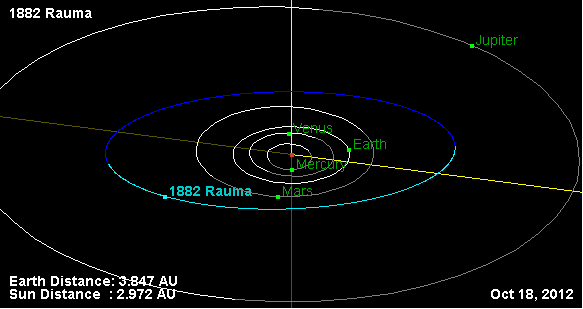
Орбита астероида Раума и его положение в Солнечной системе